# Gondelsheim
Gondelsheim là một đô thị ở huyện Karlsruhe, bang Baden-Württemberg, Đức. Đô thị này có diện tích 14,86 km², dân số thời điểm 31 tháng 12 năm 2006 là 3213 người. Thị trấn này tọa lạc 3 km về phía nam Bruchsal và có chung biên giới với thành phố này.